# 액트 오브 밸러: 최정예 특수부대
《액트 오브 밸러: 최정예 특수부대》(영어: Act of Valor)는 2012년 공개된 미국의 액션 영화이다.

## 출연

### 주연
- 로셀린 샌체즈
- 네스터 세라노
- 제이슨 코틀

### 조연
- 알렉스 베도브
- 에밀리오 리베라
- 곤잘로 메넨데즈
- 에일사 마샬
- 티모시 깁스
- 칼라 지메네즈
- 드리아 카스트로
- 케오 울포드
- 디미터 마리노브
- 소니 시슨
- 알렉산더 아세파
- 오렐리우스 디바산티

## 기타
- 프로듀서: 제이슨 클락
- 프로듀서: 마이크 맥코이
- 프로듀서: 니콜라스 사이먼
- 프로듀서: 랜스 슬로안
- 프로듀서: 스캇 워프
- 미술: 존 재커리
- 세트: 줄리 케이 팬튼
- 섭외: 낸시 네이어